# Araucaria columnaris

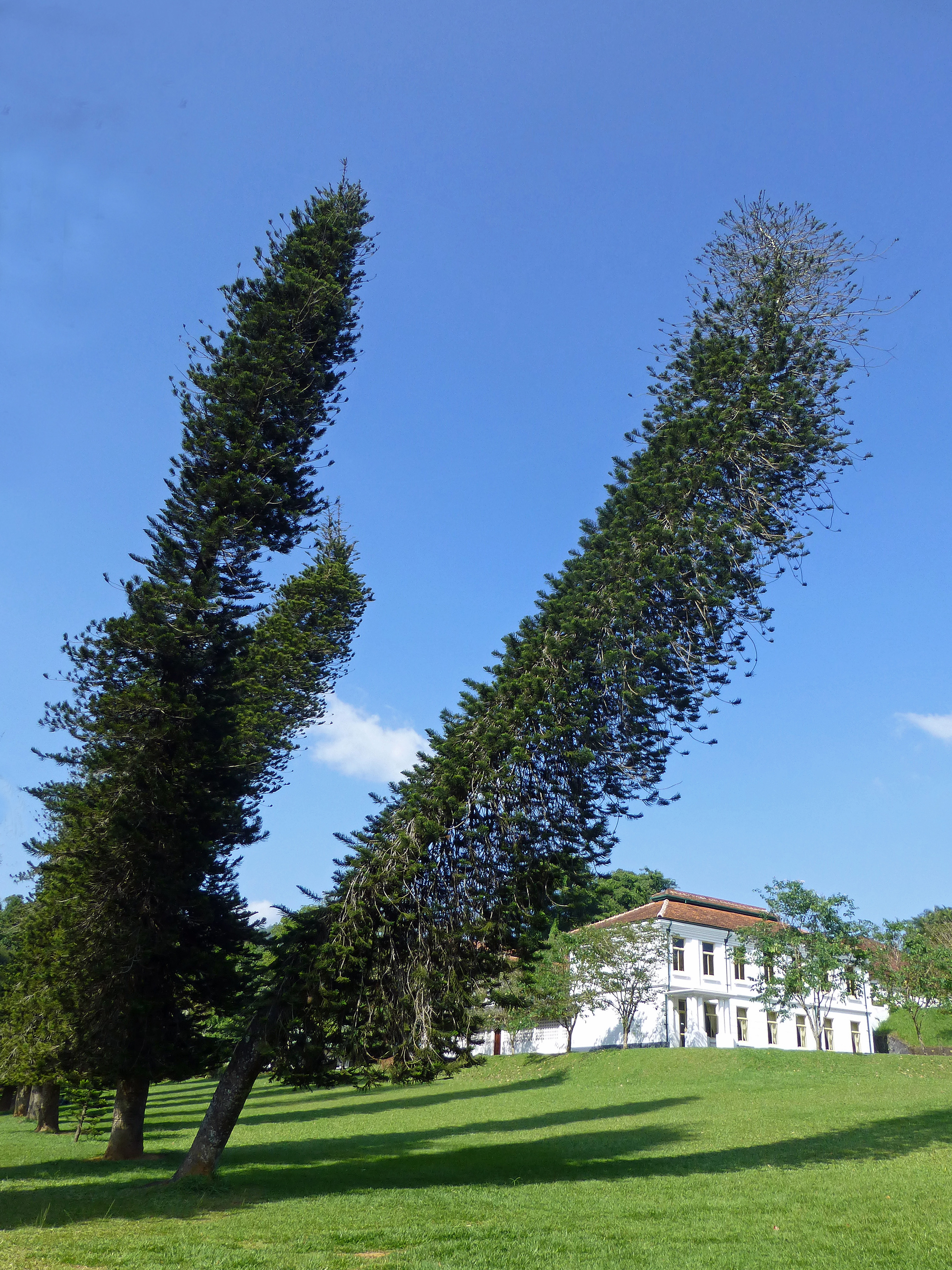
Araucaria columnaris inclinata verso l'equatore

L'Araucaria columnaris, (G. Forst) Hook, o Pino colonna, è una specie di conifera appartenente alla famiglia delle Araucariaceae diffusa in Nuova Caledonia, dove è stata classificata per la prima volta dai botanici della seconda spedizione del capitano James Cook nel Pacifico.
Specie endemica proveniente dalla Nuova Caledonia, portata sugli altri territori: Isole della Lealtà, Île des Pins, Anatom e Îles Chesterfield. 
La caratteristica particolare di questa specie consiste nell'inclinazione degli alberi verso l'equatore. Più lontani crescono, più sono inclinati. Il meccanismo di questo fenomeno non è stato ancora sufficientemente spiegato.